# 마리프랑스 피지에
마리프랑스 피지에(Marie-France Pisier, 1944년 5월 10일 ~ 2011년 4월 24일)는 프랑스의 배우이다. 제1회, 제2회 세자르상 여우조연상을 수상했다.

## 영화

### 출연
- 도둑맞은 키스
- 자유의 환상
- 셀린느와 줄리 배타러 가다
- 깊은 밤 깊은 곳에
- 사랑의 도피 (1979년 영화)

### 감독
- 셀린느와 줄리 배타러 가다
- 사랑의 도피 (1979년 영화)

## 극
- 잃어버린 시간을 찾아서